# Leader du Sénat d'Irlande du Nord
Le leader du Sénat d'Irlande du Nord (Leader of the Senate of Northern Ireland en anglais) est un membre du gouvernement d'Irlande du Nord chargé des relations avec le Sénat d'Irlande du Nord, chambre haute du Parlement d'Irlande du Nord qui existe de 1921 à 1972.
Il s'agit d'un poste distinct de celui de Speaker du Sénat d'Irlande du Nord et dépourvu d'importance politique. Dans ses mémoires, Brian Faulkner exprime sa surprise que Jack Andrews l'ait accepté en 1964, car il considère qu'il s'agit d'une rétrogradation.
Le poste de vice-leader du Sénat est aboli en 1961.

## Liste des leaders du Sénat
| No | Nom                                                     | Début | Fin  | Parti | Parti |
| -- | ------------------------------------------------------- | ----- | ---- | ----- | ----- |
| 1  | Charles Vane-Tempest-Stewart, 7e marquis de Londonderry | 1921  | 1926 |       | UUP   |
| 2  | James Caulfeild, 8e vicomte Charlemont                  | 1926  | 1937 |       | UUP   |
| 3  | John Hanna Robb                                         | 1937  | 1943 |       | UUP   |
| 4  | Robert Corkey                                           | 1943  | 1944 |       | UUP   |
| 5  | Roland Nugent                                           | 1944  | 1951 |       | UUP   |
| 6  | Alexander Gordon                                        | 1951  | 1961 |       | UUP   |
| 7  | Daniel Dixon, 2e baron Glentoran                        | 1961  | 1964 |       | UUP   |
| 8  | Jack Andrews                                            | 1964  | 1972 |       | UUP   |

## Liste des vice-leaders du Sénat
| No | Nom                                          | Début | Fin  | Parti | Parti |
| -- | -------------------------------------------- | ----- | ---- | ----- | ----- |
| 1  | Algernon Skeffington, 12e vicomte Massereene | 1921  | 1929 |       | UUP   |
| 2  | Maxwell Ward, 6e vicomte Bangor              | 1929  | 1930 |       | UUP   |
| 3  | John Andrew Long (en)                        | 1930  | 1941 |       | UUP   |
| 4  | Joseph Davison                               | 1941  | 1948 |       | UUP   |
| 5  | William Moore Wallis Clark (en)              | 1948  | 1960 |       | UUP   |
| 6  | Daniel McGladdery (en)                       | 1960  | 1961 |       | UUP   |